# Lia McHugh

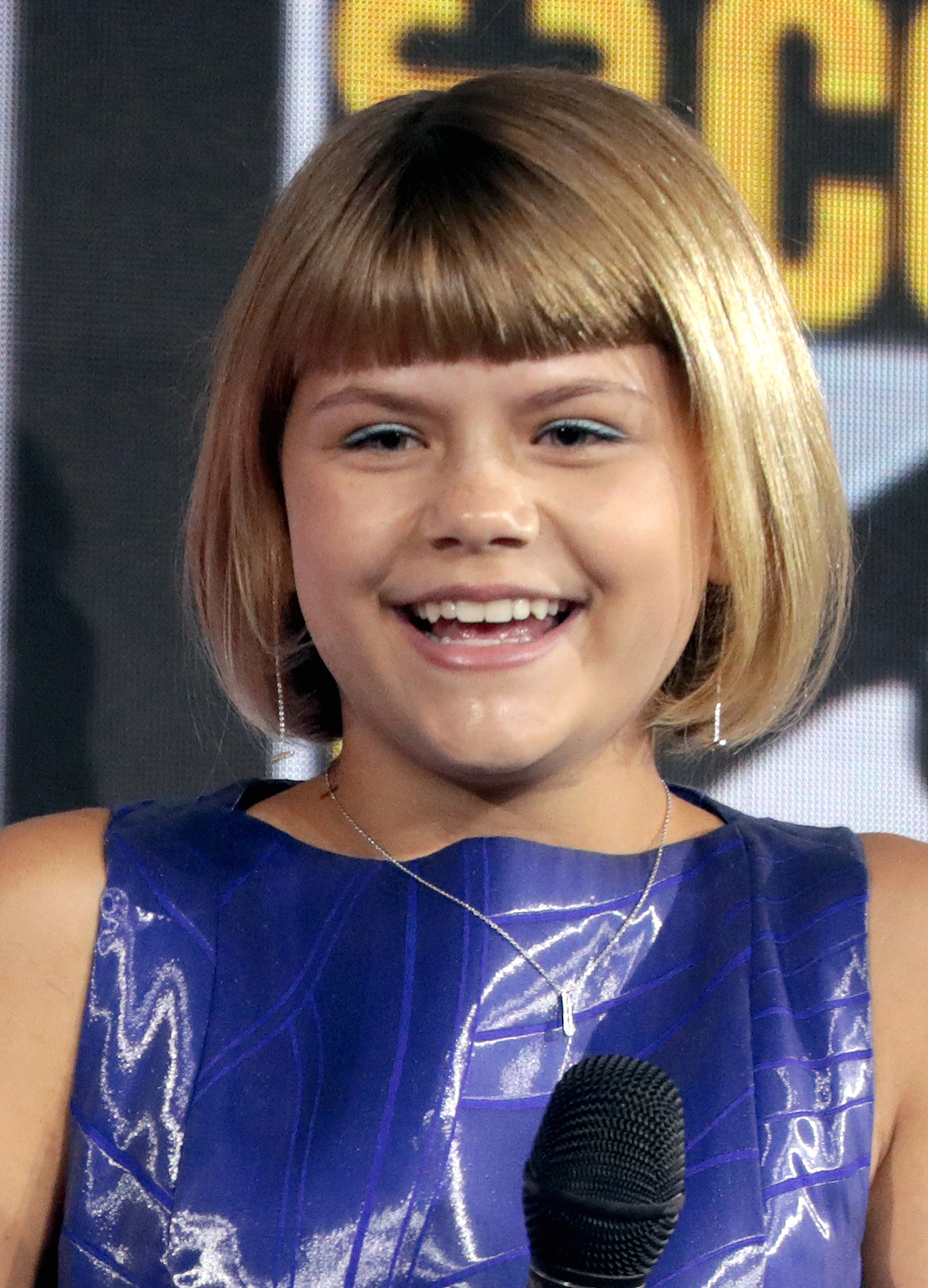
McHugh auf der San Diego Comic-Con International 2019

Lia Ryan McHugh (* 2005) ist eine US-amerikanische Schauspielerin.

## Leben
Lia McHugh hat vier Geschwister, ihr jüngerer Bruder Gavin ist in der Fernsehserie 9-1-1 als Christopher Diaz zu sehen. Im Alter von sechs Jahren begann sie in Musicals aufzutreten und spielte unter anderem die Mary in The Secret Garden. 2015 übersiedelte die Familie von Atlanta nach Los Angeles.
Ihr Fernsehdebüt gab sie 2016 als Jacey in der Folge Tunnel of Death der Serie A Haunting von Discovery Channel. Im Folgejahr war sie im Horrorfilm Totem als Abby zu sehen. 2018 spielte sie in Along Came the Devil die junge Ashley, in der Fernsehserie American Woman gehörte sie im selben Jahr neben Alicia Silverstone zur Hauptbesetzung. Im Horrorfilm The Lodge des österreichischen Regie-Duos Veronika Franz und Severin Fiala war sie 2019 als Mia an der Seite von Jaeden Martell als ihr Bruder Aidan zu sehen. In der deutschen Fassung lieh ihr Sarah Tkotsch die Stimme.
2020 spielte sie im Science-Fiction-Thriller Songbird die Rolle der Emma Griffin, in der deutschsprachigen Fassung wurde sie von Magdalena Montasser synchronisiert. Im Actionfilm Eternals aus dem Marvel Cinematic Universe mit Angelina Jolie und Salma Hayek übernahm sie die Rolle der Sprite. Für die Produktion A House on the Bayou von Alex McAulay wurde sie 2021 als Anna besetzt.

## Filmografie (Auswahl)
- 2016: A Haunting – Tunnel of Death (Fernsehserie)
- 2017: Hot Summer Nights
- 2017: Totem
- 2018: Tell Me Your Name
- 2018: American Woman (Fernsehserie)
- 2019: The Lodge
- 2019: Into the Dark – Klopf, klopf (Fernsehserie, Folge They Come Knocking)
- 2020: Songbird
- 2021: Eternals
- 2021: A House on the Bayou